# Bluff (Prison Break)
Bluff este al  episod al serialului de televiziune Prison Break, al  al sezonului 1.